# Cheilotrichia monstrosa
Cheilotrichia monstrosa là một loài ruồi trong họ Limoniidae. Chúng phân bố ở miền Cổ bắc.